# Султанов, Омор Султанович
Омор Султанович Султанов (6 ноября 1935 — 3 апреля 2022) — поэт, общественный деятель Кыргызской Республики. Народный поэт Кыргызской Республики (1993).
Автор многих популярных произведений, поэтических книг, романов, киносценариев и переводов. Произведения Султанова переведены на русский, английский, немецкий, испанский, польский, венгерский, монгольский, татарский и многие другие языки мира.

## Биография
Родился 6 ноября 1935 года в селе Тосор Джеты-Огузского района Иссык-Кульской области Киргизской ССР.
- Член Союза писателей СССР с 1964 по 1991 годы
- С 1971 по 1991 годы — член правления Союза писателей СССР
- С 1971 по 1974 годы — секретарь правления Союза писателей Киргизской ССР
- В 1980−1986 годах — секретарь правления Союза писателей Киргизской ССР, председатель литературного объединения имени Алыкула Осмонова
- С марта 2007 года по 3 апреля 2022 года — председатель Национального Союза писателей Кыргызской Республики

Был членом КПСС. На XIII съезде компартии Киргизской ССР избран членом ЦК Компартии Кыргызстана.
В 1986 году по инициативе Омора Султанова был создан Международный комитет по защите Иссык-Куля, где почётным председателем был Чингиз Айтматов.
Скончался 3 апреля 2022 года. Похоронен на Ала-Арчинском кладбище.

## Награды и звания
- Орден «Знак Почёта»
- 1985 — Почётная грамота Президиума Верховного Совета Киргизской ССР
- 1993 — Народный поэт Кыргызской Республики[4]
- 1995 — Медаль «Тысячелетие эпоса „Манас“»
- 1999 — Указом Президента Республики Казахстан награждён Золотой медалью «Астана»
- 2001 — Лауреат Международной премии «Руханият»
- 2004 — Орден «Манас» III степени
- 2006 — Золотая Медаль Всемирного Совета по интеллектуальной собственности
- 2007 — награждён орденом Ломоносова
- 2015 — Именные часы от имени Премьера-министра Кыргызской Республики (25 июня 2015) — в знак признания особых заслуг[5]
- 2020 — Орден «Манас» II степени

Почётный гражданин:
- 1977 — города Кирова
- 1978 — города Норильска[источник не указан 1030 дней]
- 1979 — города Южно-Сахалинска
- 1989 — города Шарлотта, столицы штата Северная Каролина, США
- 2001 — села Александровка Московского района Кыргызской Республики

## Память

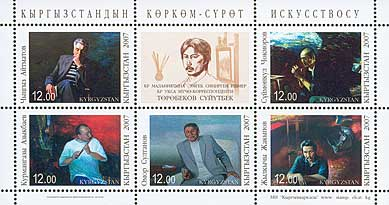
Почтовые марки Киргизии, 2007 год: Айтматов, Чокморов, Азыкбаев, Султанов, Джакыпов

- В 2007 году была выпущена почтовая марка Киргизии, посвящённая Султанову